# Shelley Mann
Shelley Isabel Mann (Nova Iorque, 15 de outubro de 1937 - 24 de março de 2005) foi uma ex-nadadora dos Estados Unidos. Ganhadora de uma medalha de ouro nos Jogos Olímpicos de Melbourne em 1956.
Em Melbourne, ganhou a medalha de ouro no evento feminino de 100 metros borboleta, e era parte da equipe norte-americana que conquistou a medalha de prata no revezamento 4 × 100 metros livre feminino.
Mann nasceu em Long Island, Nova York, em 1937, filho de Hamilton e Isabel Mann. Seu pai estava na Marinha dos Estados Unidos durante a Segunda Guerra Mundial.
Mann pegou poliomielite aos seis anos quando morava em Cambridge, Massachuetts. Ela passou semanas no hospital e ficou com uma perna direita paralisada. Ela começou a nadar para ajudar na recuperação. Ela aprendeu a andar, mas mancava bastante. Ela era estudante na American University em Washington, D.C.

## Carreira
Na piscina, seu mancar não importava e Mann começou a praticar e a ter aulas com alguns dos melhores treinadores profissionais.
Ela era membro do Walter Reed Swim Club, e começou a competir. A equipe de natação teve que treinar às 6h da manhã porque o hospital médico Walter Reed era necessário para os pacientes. Quando ela tinha 14 anos, ela ganhou o primeiro dos 24 campeonatos nacionais da AAU em eventos de nado livre, peito, costas, borboleta e medley individual.
Ela foi introduzida no International Swimming Hall of Fame como uma "nadadora de honra" em 1966, e no Virginia Sports Hall of Fame em 1984.